# Bartomeu Torres Bernat
Bartomeu Torres Bernat (Artà, 1949). Cooperativista i sindicalista pagès mallorquí.
Va ser durant quaranta anys l'amo de la possessió de Son Marron, a Lloret, que va dur amb la seva dona Aina Maria Artigues "de Can Pesquet". Els seus pares foren els artanencs Bartomeu Torres "de Son Baleu" i Antònia Bernat "de sa Botigueta". Va passar els primers anys de la seva vida a Son Marí, devora Son Serra de Marina; després, tota la família es traslladà a Son Marron. Tomeu va tenir un paper molt actiu en la recuperació del porc negre, el porc autòcton de les Illes Balears, quan aquest animal estava a punt de desaparèixer. És el president de l'Associació de Ramaders del Porc Negre Mallorquí Selecte. També ha estat molt vinculat a l'associacionisme pagès, tant des d'Unió de Pagesos de Mallorca com des del cooperativisme. És membre de la Comissió Permanent de la Unió de Pagesos de Mallorca. Va ser un dels fundadors de la Cooperativa Agrícola de Sineu i de la Unió de les Cooperatives Agràries de Balears (Ucabal), que va presidir entre 1993 i 1995. A més, va col·laborar en diferents projectes humanitaris (Projecte Home) i culturals (grup de teatre la Prima).
L'Obra Cultural Balear de Sineu i el Consell de Redacció de la revista Díngola varen concedir el premi Díngola del 2016 a Bartomeu Torres. Aquest premi es lliura cada any en homenatge a les persones que han suposat un valor important per al municipi de Sineu en els valors que promou l'OCB, i que la junta d'aquesta entitat troba que mereixen un reconeixement. En aquest cas, es valorà la trajectòria dedicada a la pagesia, a les races autòctones i, de manera especial, al porc negre, així com els valors humanitaris, culturals i cívics que ha defensat Bartomeu Torres.